# Fadila Khattabi

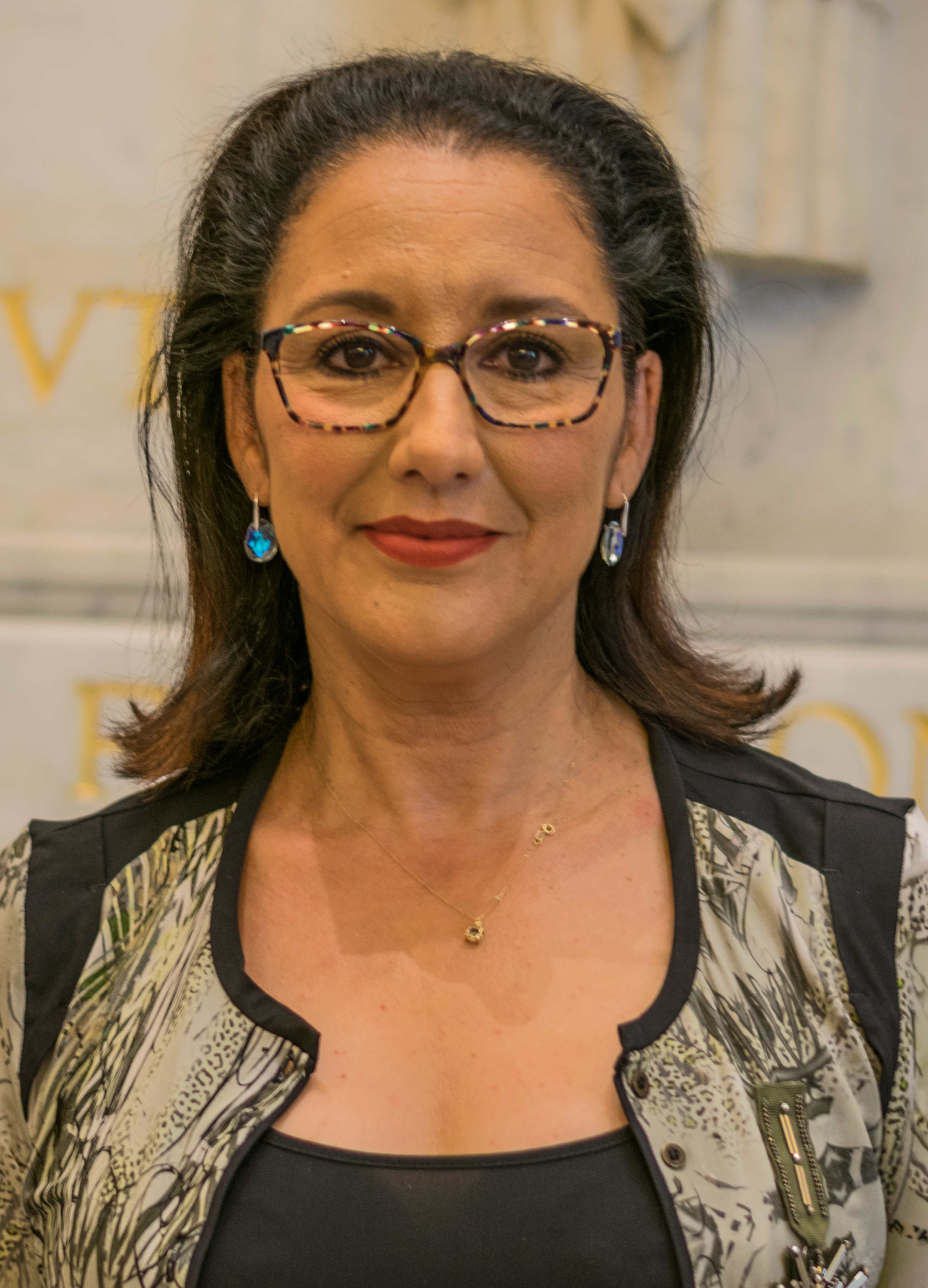
Fadila Khattabi (2017)

Fadila Khattabi (geboren am 23. Februar 1962 in Montbéliard) ist eine französische Politikerin der Partei Renaissance (ehemals als La République en Marche bekannt). Bei der Parlamentswahl 2017 wurde sie im 3. Wahlkreis des Départements Côte-d’Or zum Mitglied der französischen Nationalversammlung gewählt. Von Juli 2023 bis September 2024 war sie in den Kabinetten Borne und Attal beigeordnete Ministerin für Menschen mit Behinderungen.

## Kindheit, Ausbildung, Beruf
Khattabi wurde in Montbéliard geboren. Ihre Eltern waren aus Algerien eingewandert. Sie studierte Englisch in Dijon und wurde Englischlehrerin.

## Politische Laufbahn

### Lokal- und Regionalpolitik
Ihre politische Laufbahn begann Khattabi als Gemeinderätin von Varois-et-Chaignot. Bei den Regionalwahlen 2004 wurde sie dann in den Regionalrat der damaligen Region Burgund gewählt und 2010 wiedergewählt. 2015 zog sie sich im Kontext der Regionalwahlen zeitweise aus der Politik zurück, nachdem sie versucht hatte, eine dissidente sozialistische Liste aufzustellen, die mit der zentristischen Partei MoDem verbunden war.

### 2017 bis 2023: Abgeordnete in der Nationalversammlung
Khattabi galt als enge Vertraute von François Patriat, der als Mitglied der Sozialistischen Partei Präsident der Region Burgund gewesen war und sich bereits früh der politischen Bewegung des späteren Staatspräsidenten Emmanuel Macron anschloss. 2017 trat sie Macrons Partei La République En Marche! (LREM) bei. Am 24. Mai 2017 startete Khattabi für LREM ihren Wahlkampf für ein Abgeordnetenmandat bei den Wahlen zur Nationalversammlung 2017. Im ersten Wahlgang erreichte sie mit 32 % der Stimmen den ersten Platz. Im zweiten Wahlgang setzte sie sich mit 65,32 % der Stimmen gegen ihren Gegenkandidaten vom Front National, Jean-François Bathelier, durch. Bei der Parlamentswahl am 18. Juni 2017 wurde sie in die Nationalversammlung gewählt und bei der Wahl 2022 im Amt bestätigt. Mit dem Eintritt in die Regierung legte sie am 20. Juli 2023 ihr Mandat nieder.
In der Nationalversammlung war Khatabi im Komitee für Soziale Angelegenheiten tätig, seit 2020 hatte sie den Vorsitz. Ferner war sie Vorsitzende der Parlamentarier-Gruppe für französisch-algerische Freundschaft.

### 2023 bis 2024: Ministerin
Am 20. Juli 2023 wurde sie im Rahmen einer Regierungsumbildung beigeordnete Ministerin für Menschen mit Behinderungen im Kabinett Borne. In diesem Amt ersetzte sie Geneviève Darrieussecq, die aus der Regierung ausschied. Khattabi amtierte bis zum Ende des Kabinetts Attal am 5. September 2024.
Anlässlich ihrer Ernennung als Kabinettsmitglied sorgte für Kontroversen, dass sie kurz zuvor, am 23. Juni 2023, vom Arbeitsgericht Dijon zur Nachzahlung von Überstunden für eine Mitarbeiterin verurteilt worden war, die von 2017 bis 2019 für Khattabi tätig gewesen war. Khattabi stritt in dem Fall jegliches Fehlverhalten ab und erklärte, sie habe diese Überstunden durch Ausgleichsurlaub sowie finanziell entlohnt, jedoch darüber nicht Buch geführt. Gewerkschaften kritisierten, dass Khattabi kurz nach einer arbeitsrechtlichen Verurteilung ein Ministeramt bekommen habe.